# Фрины

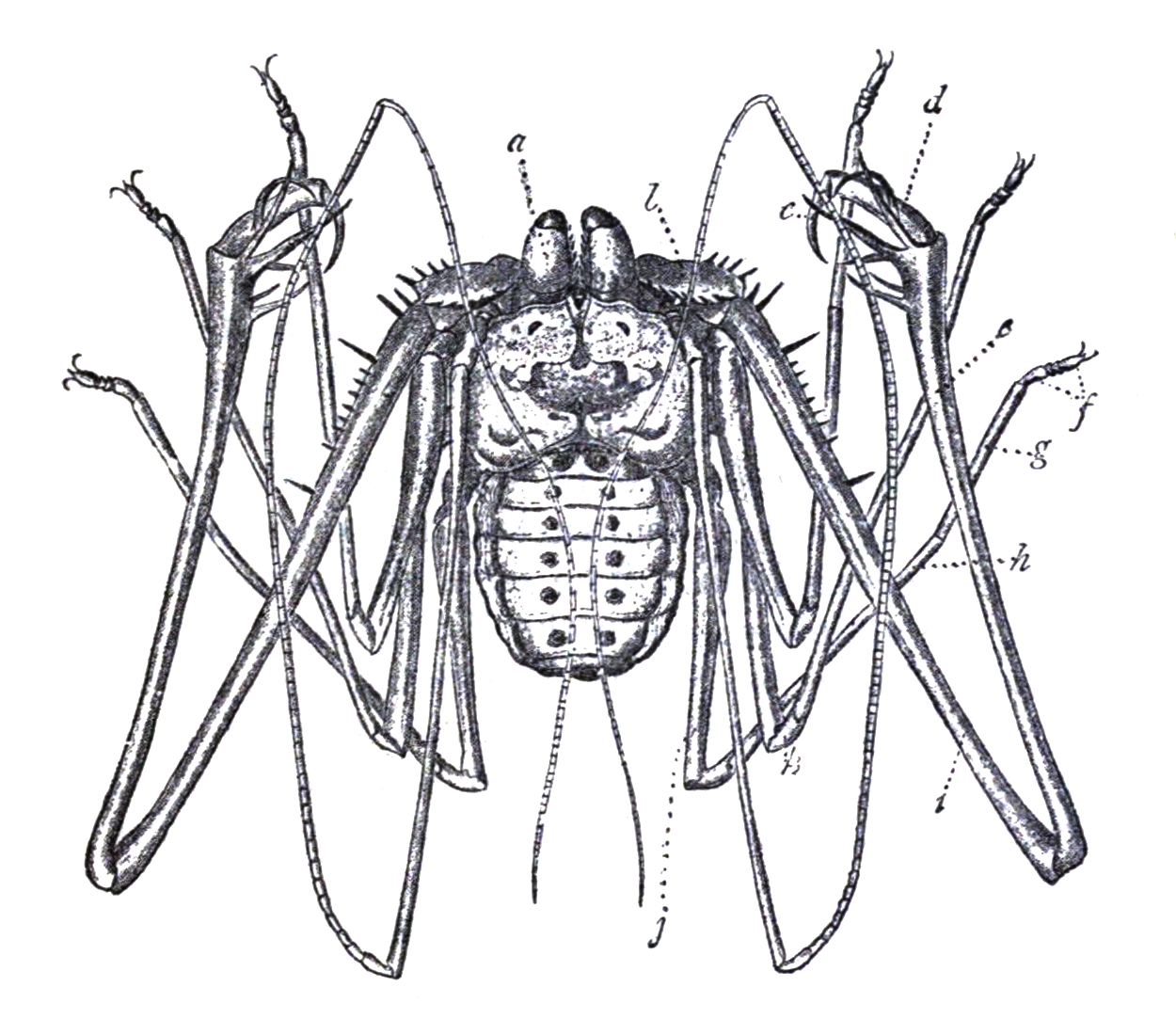

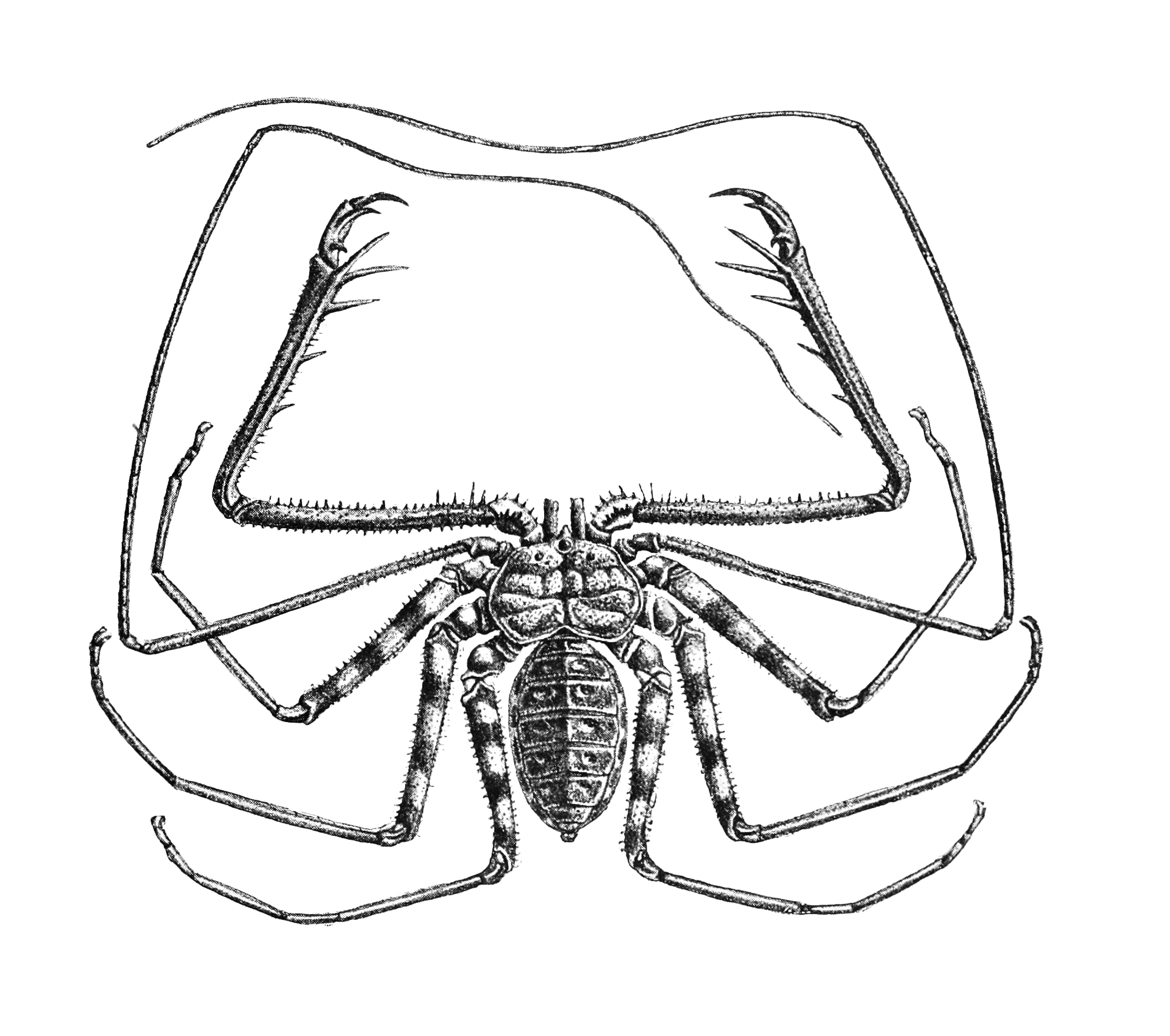
Damon johnstonii из Западной Африки

Фри́ны, или жгутоногие пауки (лат. Amblypygi), — отряд тропических паукообразных. Несмотря на пугающий внешний вид, эти членистоногие совершенно безобидны. Некоторые виды фринов содержатся как домашние питомцы.

## Описание
Размеры от 5 мм до 4,5 см. Окраска тёмная, красноватая или желтоватая. Тело уплощённое. Головогрудь широкая, с парой медиальных и двумя-тремя парами боковых глаз. Брюшко 12-члениковое, без хвостовой нити; отсюда название отряда — Amblypygi, в переводе с греческого означает «тупой зад». Хелицеры короткие, с крючковидным члеником на конце. Педипальпы крупные, хватательные, также с крючковидными концевыми члениками. Ноги длинные, до 25 см; у некоторых видов на концах лапок развиты присоски, позволяющие передвигаться по гладким вертикальным поверхностям. Самые длинные — передние ноги, лапки которых имеют вид гибких многочлениковых жгутов, похожих на антенны насекомых. Фрины имеют значительное сходство с пауками, но у них нет ни ядовитых, ни паутинных желёз. Несмотря на устрашающий вид, это безобидные для людей существа. Попадая под яркий свет, фрин замирает, распластываясь, но если его тронуть, поспешно убегает. Передвигаются фрины обычно боком, как крабы. При этом один «усик» у них направлен в сторону движения, а другой непрерывно ощупывает окрестности.

## Ареал и места обитания
Водятся фрины в тропиках и субтропиках. Они влаголюбивы, поэтому почти не покидают лесов, где днём скрываются под растительными остатками, отставшей корой и в трещинах камней. Некоторые виды встречаются в термитниках. У пещерных обитателей (некоторые виды Phrynichus) редуцированы боковые глаза.

## Питание
Фрины — преимущественно ночные хищники; пищей им служат насекомые, включая термитов. Добычу хватают педипальпами и разрывают когтевидными члениками хелицер и педипальп. Фрины охотно пьют воду.

## Размножение
Брачный ритуал заключается в том, что самец педипальпами подводит самку к отложенному сперматофору. Самки откладывают до 60 яиц, которые носят под брюшком в пергаментоподобной оболочке. Молодь перебирается на спину матери; если молодой фрин до своей первой линьки падает со спины родительницы, она его съедает. После линьки молодые фрины расходятся. Половая зрелость обычно наступает только на третий год жизни. Живут фрины от 5 до 12 лет. В неволе могут дожить и до 15-16 лет.

## Палеонтология
В отложениях среднего девона были обнаружены фрагменты кутикулы, предположительно являющиеся остатками фринов. Древнейшие бесспорные находки представителей отряда происходят из отложений позднего каменноугольного периода Европы и Северной Америки, откуда было описано пять видов фринов. Известны также из раннемеловых отложений Бразилии, мелового бирманского янтаря, эоценового камбейского янтаря, миоценовых доминиканского и мексиканского янтарей.

## Систематика
Насчитывают 136 видов фринов в 21 роде и 5 семействах.
- Отряд Amblypygi Thorell, 1883
  - Подотряд Euamblypygi Weygoldt, 1996
    - Надсемейство Charinoidea Quintero, 1986
      - Семейство Charinidae Quintero, 1986
        - Род Catageus  Thorell, 1889 (1 вид)
        - Род Charinus Simon, 1892 (33 вида)
        - Род Sarax Simon, 1892 (10 видов)

    - Надсемейство Charontoidea Simon, 1892
      - Семейство Charontidae Simon, 1892
        - Род Charon Karsch, 1879 (5 видов)
        - Род Stygophrynus Kraepelin, 1895 (7 видов)

    - Надсемейство Phrynoidea Blanchard, 1852
      - Семейство Phrynichidae Simon, 1892
        - Род Xerophrynus Weygoldt, 1996
        - Подсемейство Damoninae Simon, 1936
          - Род Damon C. L. Koch, 1850 (10 видов)
          - Род Musicodamon Fage, 1939 (1 вид)
          - Род Phrynichodamon Weygoldt, 1996 (1 вид)

        - Подсемейство Phrynichinae Simon, 1892
          - Род Euphrynichus Weygoldt, 1995 (2 вида)
          - Род Phrynichus Karsch, 1879 (16 видов)
          - Род Trichodamon Mello-Leitão, 1935 (2 вида)

      - Семейство Phrynidae Blanchard, 1852
        - Подсемейство Heterophryninae Pocock, 1902
          - Род Heterophrynus Pocock, 1894 (14 видов)

        - Подсемейство Phryninae Blanchard, 1852
          - Род Acanthophrynus Kraepelin, 1899 (1 вид)
          - † Род Electrophrynus Patrunkevich, 1971 (1 вид; поздний олигоцен — ранний миоцен)
          - Род Paraphrynus Moreno, 1940 (18 видов)
          - Род Phrynus Lamarck, 1801 (28 видов, олигоцен — настоящее время)

  - Подотряд Paleoamblypygi Weygoldt, 1996
    - Семейство Paracharontidae Weygoldt, 1996
      - † Род Graeophonus Scudder, 1890 (2-3 вида, каменноугольный период)[6]
      - Род Paracharon Hansen, 1921

  - Роды incertae sedis
    - † Род Sorellophrynus Harvey, 2002 (1 вид, поздний каменноугольный период)
    - † Род Thelyphrynus Petrunkevich, 1913 (1 вид, поздний каменноугольный период)

## В неволе
Для фрина требуется вертикальный террариум (садок) размерами примерно 16×16×20 см. Туда обязательно нужно поместить коряги и куски коры (предварительно промыв их и обдав кипятком): при линьке фрин цепляется за них и как бы выпадает из своей шкурки.
Также фринам необходима высокая влажность — около 70%. Ещё  требуется опрыскивать террариум, чтобы субстрат оставался влажным. При этом вентиляция должна быть очень хорошей: иначе при такой влажности не удастся избежать плесени. Надлежит позаботиться и об укрытии от света — в качестве тёмного убежища подойдёт, например, половинка скорлупы кокоса или кусок коры. Температура в таком «домике» лучше всего от +25 до +27 °C.Нельзя оставлять террариум на солнце, размещать на сквозняке, ставить близко к радиаторам водяного отопления. В качестве субстрата можно использовать измельчённую оболочку кокоса. Насыпать субстрат нужно слоем 2-2,5 см. Кормят фрина 1-2 раза в неделю — сверчками, мраморными тараканами и червями.

## Интересные факты
- В экранизации романа Дж. К. Роулинг «Гарри Поттер и Кубок огня» воздействие Трёх непростительных заклятий демонстрировалось на крупном, около 10 см, фрине. В отличие от фильма, в книге такая демонстрация проводилась на трёх больших чёрных пауках (three large, black spiders).